# Maria van Daalen
Maria van Daalen   (8 de juliol de 1950) que té el pseudònim literari de Maria Machelina de Rooij, és una poetessa i escriptora neerlandesa.
Va néixer a Voorburg i va estudiar a la Universitat Lliure de Amsterdam i a la Universitat de Iowa, on també va participar en el Programa Internacional d'Escriptura. Ha ensenyat en la Schrijversvakschool en Amsterdam.
És una experta en el tema de vudú i, el 2007, es va iniciar com una «Mambo vudú» a Haití. Va ser assessora per a una exposició d'objectes d'art vudú a l'Institut Real Tropical de Amsterdam.
Va publicar la seva primera col·lecció de poesia Raveslag l'any 1987; que va ser nominada per al Premi C. Buddingh. Les traduccions dels seus poemes han aparegut en diverses publicacions en anglès, romanès, finlandès, alemany, italià, francès, persa i frisón oriental.

## Selecció d'obres
- Het Hotel, poesia (1994)
- Elektron, muon, tau, poesia (2000)
- De zwarte engel, prosa (2005)
- De wet van behoud van energie, poesia (2007)